# ديه هورن
ديه هورن (بالإنجليزية: Des Horne)‏ هو لاعب كرة قدم جنوب أفريقي في مركز الهجوم، ولد في 12 ديسمبر 1939 في ديربان في جنوب أفريقيا، وتوفي في 21 يوليو 2015 في جنوب أفريقيا. لعب مع نادي بلاكبول ووولفرهامبتون واندررز.